# Morti nel 2014/Gennaio
| Questa pagina contiene informazioni ricavate automaticamente dalle voci biografiche con l'ausilio del template Bio e di un bot. L'aggiornamento è periodico e automatico e ricostruisce completamente la pagina. Se manca una persona in questa lista, sei pregato di non aggiungerla, ma accertati piuttosto che la sua voce biografica contenga il template Bio e che i dati anagrafici siano correttamente compilati. Se il template Bio manca, inseriscilo tu stesso o, in alternativa, metti l'avviso {{tmp\|Bio}} che ne segnala la mancanza. Se i dati riportati sono sbagliati, correggi direttamente la voce biografica; le modifiche saranno visibili in questa lista entro pochi giorni. Per chiarimenti vedi il progetto biografie. La lista contiene solo le 179 persone che sono citate nell'enciclopedia e per le quali è stato implementato correttamente il template Bio. Pagina aggiornata al 2 ago 2025. |

- 1º gennaio - Milan Horvat, direttore d'orchestra croato (n. 1919)
- 1º gennaio - Juanita Moore, attrice statunitense (n. 1914)
- 1º gennaio - José Seguer, calciatore e allenatore di calcio spagnolo (n. 1923)
- 2 gennaio - Guy Butteux, ciclista su strada francese (n. 1920)
- 2 gennaio - Elizabeth Jane Howard, scrittrice britannica (n. 1923)
- 3 gennaio - Giulio Ferrarini, politico italiano (n. 1942)
- 3 gennaio - Luisa Mangoni, storica e scrittrice italiana (n. 1941)
- 3 gennaio - Giovanni Picco, architetto e politico italiano (n. 1932)
- 3 gennaio - Alicia Rhett, attrice e pittrice statunitense (n. 1915)
- 3 gennaio - Božidar Stanišić, pallanuotista e allenatore di pallanuoto jugoslavo (n. 1936)
- 3 gennaio - Saul Zaentz, produttore cinematografico e produttore discografico statunitense (n. 1921)
- 4 gennaio - Santi Nicita, politico italiano (n. 1929)
- 4 gennaio - Piero Villaggio, matematico e ingegnere italiano (n. 1932)
- 5 gennaio - Pier Luigi Bacchini, poeta italiano (n. 1927)
- 5 gennaio - Eusébio, calciatore portoghese (n. 1942)
- 5 gennaio - Augusto Graziani, economista e politico italiano (n. 1933)
- 5 gennaio - Brian Hart, pilota automobilistico e imprenditore britannico (n. 1936)
- 5 gennaio - Aurelio Lepre, storico italiano (n. 1930)
- 5 gennaio - Edward Jonathan Lowe, filosofo britannico (n. 1950)
- 5 gennaio - Nelson Ned, cantante brasiliano (n. 1947)
- 5 gennaio - Carmen Zapata, attrice statunitense (n. 1927)
- 5 gennaio - Mustapha Zitouni, allenatore di calcio e calciatore algerino (n. 1928)
- 6 gennaio - Marina Ginestà, antifascista e traduttrice spagnola (n. 1919)
- 6 gennaio - Aitzaz Hasan, pakistano (n. 1998)
- 6 gennaio - František Pokorný, cestista cecoslovacco (n. 1933)
- 6 gennaio - Julian B. Rotter, psicologo statunitense (n. 1916)
- 6 gennaio - Mónica Spear, modella e attrice venezuelana (n. 1984)
- 7 gennaio - Domenico De Vito, calciatore italiano (n. 1927)
- 7 gennaio - Bruno Gentili, filologo classico, grecista e bizantinista italiano (n. 1915)
- 7 gennaio - Vilad Nomcharoen, calciatore e giocatore di calcio a 5 thailandese (n. 1962)
- 7 gennaio - Run Run Shaw, imprenditore e filantropo cinese (n. 1907)
- 7 gennaio - Roy Warhurst, calciatore inglese (n. 1926)
- 8 gennaio - Charles Casali, calciatore svizzero (n. 1923)
- 8 gennaio - Irma Heijting-Schuhmacher, nuotatrice olandese (n. 1925)
- 9 gennaio - Amiri Baraka, poeta, scrittore e critico musicale statunitense (n. 1934)
- 9 gennaio - Emilio Busetto, calciatore italiano (n. 1936)
- 9 gennaio - Giovanni Bussone, allenatore di calcio e calciatore italiano (n. 1927)
- 9 gennaio - Lorella De Luca, attrice italiana (n. 1940)
- 9 gennaio - Dale Mortensen, economista statunitense (n. 1939)
- 9 gennaio - Tomás Rolan, calciatore uruguaiano (n. 1936)
- 9 gennaio - Roberto Sandalo, terrorista italiano (n. 1957)
- 10 gennaio - Sam Berns, attivista statunitense (n. 1996)
- 10 gennaio - Ike Borsavage, cestista e allenatore di pallacanestro statunitense (n. 1924)
- 10 gennaio - Maria Hasse, matematica tedesca (n. 1921)
- 10 gennaio - Zbigniew Messner, politico, insegnante e economista polacco (n. 1929)
- 10 gennaio - Salvatore Nicolosi, vescovo cattolico italiano (n. 1922)
- 10 gennaio - Ian Redford, allenatore di calcio e calciatore scozzese (n. 1960)
- 10 gennaio - Aldo Scaramucci, calciatore italiano (n. 1933)
- 10 gennaio - Zamir Shpuza, allenatore di calcio e calciatore albanese (n. 1968)
- 11 gennaio - Keiko Awaji, attrice giapponese (n. 1933)
- 11 gennaio - Salvatore Fausto Fagone, politico italiano (n. 1932)
- 11 gennaio - Arnoldo Foà, attore, doppiatore e cantante italiano (n. 1916)
- 11 gennaio - Vüqar Həşimov, scacchista azero (n. 1986)
- 11 gennaio - Dick Miller, cestista statunitense (n. 1958)
- 11 gennaio - Zoltán Pál Dienes, matematico ungherese (n. 1916)
- 11 gennaio - Vladimir Raskatov, nuotatore sovietico (n. 1957)
- 11 gennaio - Ariel Sharon, politico e generale israeliano (n. 1928)
- 12 gennaio - Alexandra Bastedo, attrice britannica (n. 1946)
- 12 gennaio - Lorenzo Foà, fisico italiano (n. 1937)
- 12 gennaio - Silvano Gelli, calciatore italiano (n. 1951)
- 12 gennaio - Frank Marth, attore statunitense (n. 1922)
- 12 gennaio - Gyula Török, pugile ungherese (n. 1938)
- 12 gennaio - Ettore Venturelli, calciatore italiano (n. 1940)
- 12 gennaio - Halet Cambel, archeologa turca (n. 1916)
- 13 gennaio - Don Asmonga, cestista e allenatore di pallacanestro statunitense (n. 1928)
- 13 gennaio - Bobby Collins, calciatore e allenatore di calcio scozzese (n. 1931)
- 13 gennaio - Waldemar von Gazen, militare tedesco (n. 1917)
- 13 gennaio - Ronny Jordan, chitarrista e compositore britannico (n. 1962)
- 13 gennaio - Bennie Lands, cestista canadese (n. 1921)
- 13 gennaio - Kalevi Sylander, cestista finlandese (n. 1931)
- 14 gennaio - Juan Gelman, poeta, scrittore e giornalista argentino (n. 1930)
- 14 gennaio - Gustave Martelet, presbitero e teologo francese (n. 1916)
- 14 gennaio - Eric Paterson, hockeista su ghiaccio canadese (n. 1929)
- 14 gennaio - Bernard Perlin, pittore statunitense (n. 1918)
- 14 gennaio - Flavio Testi, compositore e musicologo italiano (n. 1923)
- 14 gennaio - Mae Young, wrestler statunitense (n. 1923)
- 15 gennaio - Gianni Caleffi, calciatore italiano (n. 1937)
- 15 gennaio - George Chalhoub, cestista egiziano (n. 1931)
- 15 gennaio - John Dobson, astronomo e divulgatore scientifico statunitense (n. 1915)
- 15 gennaio - José de Jesús García Ayala, vescovo cattolico messicano (n. 1910)
- 15 gennaio - Francesco Loperfido, politico italiano (n. 1923)
- 15 gennaio - Cassandra Lynn, modella statunitense (n. 1979)
- 15 gennaio - Gennadij Matveev, allenatore di calcio e calciatore sovietico (n. 1937)
- 15 gennaio - Connie O'Connor, cestista e giocatore di baseball statunitense (n. 1923)
- 15 gennaio - Carlo Simonigh, pistard italiano (n. 1936)
- 15 gennaio - Antonino Zaniboni, politico italiano (n. 1945)
- 16 gennaio - Patrick Chabal, storico e africanista britannico (n. 1951)
- 16 gennaio - Russell Johnson, attore statunitense (n. 1924)
- 16 gennaio - Roger Lloyd Pack, attore britannico (n. 1944)
- 16 gennaio - Hiroo Onoda, militare giapponese (n. 1922)
- 16 gennaio - Carla Ravaioli, giornalista, saggista e politica italiana (n. 1923)
- 17 gennaio - Tonino Cragnolini, disegnatore, incisore e pittore italiano (n. 1937)
- 17 gennaio - James Lockhart, storico statunitense (n. 1933)
- 17 gennaio - Gustavo Magariños, cestista e diplomatico uruguaiano (n. 1922)
- 17 gennaio - Suchitra Sen, attrice indiana (n. 1931)
- 17 gennaio - Holger Hansson, calciatore e allenatore di calcio svedese (n. 1927)
- 18 gennaio - Tommaso Bisagno, politico italiano (n. 1935)
- 18 gennaio - Fergie Frederiksen, cantante statunitense (n. 1951)
- 18 gennaio - Andy Graver, calciatore inglese (n. 1927)
- 18 gennaio - Milan Kajkl, hockeista su ghiaccio cecoslovacco (n. 1950)
- 19 gennaio - Gérard Frémy, pianista, compositore e percussionista francese (n. 1935)
- 19 gennaio - Giorgio Gardiol, politico e giornalista italiano (n. 1942)
- 19 gennaio - Gordon Hessler, regista e produttore cinematografico britannico (n. 1925)
- 19 gennaio - Michał Joachimowski, triplista polacco (n. 1950)
- 19 gennaio - Bert Frederick Williams, calciatore inglese (n. 1920)
- 20 gennaio - Claudio Abbado, direttore d'orchestra italiano (n. 1933)
- 20 gennaio - Wistin Abela, politico maltese (n. 1933)
- 20 gennaio - Tom Bender, cestista statunitense (n. 1944)
- 20 gennaio - Andrea Chelli, fantino italiano (n. 1973)
- 20 gennaio - Ubaldo Continiello, compositore italiano (n. 1941)
- 20 gennaio - James Jacks, produttore cinematografico statunitense (n. 1947)
- 20 gennaio - Thomas F. Mayer, storico statunitense (n. 1951)
- 20 gennaio - Otis Pike, politico statunitense (n. 1921)
- 21 gennaio - Tony Crook, pilota automobilistico britannico (n. 1920)
- 21 gennaio - Natalie Myburgh, nuotatrice sudafricana (n. 1940)
- 21 gennaio - Dick Shrider, cestista, allenatore di pallacanestro e dirigente sportivo statunitense (n. 1923)
- 21 gennaio - Georgi Slavkov, calciatore bulgaro (n. 1958)
- 22 gennaio - Akkineni Nageswara Rao, attore e produttore cinematografico indiano (n. 1923)
- 22 gennaio - François Deguelt, cantante francese (n. 1932)
- 22 gennaio - George Fields, cestista statunitense (n. 1921)
- 22 gennaio - Michele Martina, politico italiano (n. 1926)
- 22 gennaio - Carlo Mazzacurati, regista, sceneggiatore e attore italiano (n. 1956)
- 23 gennaio - Giangiacomo Calligaris, generale italiano (n. 1956)
- 23 gennaio - Franco Ferrara, poeta e esploratore italiano (n. 1935)
- 23 gennaio - Franz Gabl, sciatore alpino austriaco (n. 1921)
- 23 gennaio - Moshe Gil, storico israeliano (n. 1921)
- 23 gennaio - Uroš Marović, pallanuotista jugoslavo (n. 1946)
- 23 gennaio - Lew Massey, cestista statunitense (n. 1956)
- 23 gennaio - Riz Ortolani, direttore d'orchestra e compositore italiano (n. 1926)
- 23 gennaio - Jan Pesman, pattinatore di velocità su ghiaccio olandese (n. 1931)
- 23 gennaio - Béla Váradi, calciatore ungherese (n. 1953)
- 23 gennaio - Violetta Ferrari, attrice ungherese (n. 1930)
- 23 gennaio - Jozef Čurgaly, calciatore cecoslovacco (n. 1927)
- 24 gennaio - Shulamit Aloni, politica israeliana (n. 1928)
- 24 gennaio - Igor' Badamšin, fondista russo (n. 1966)
- 24 gennaio - Abdelkader El Brazi, calciatore marocchino (n. 1964)
- 24 gennaio - Onofrio Petrara, politico e ingegnere italiano (n. 1933)
- 24 gennaio - Alberto Provantini, giornalista e politico italiano (n. 1941)
- 25 gennaio - Heini Halberstam, matematico britannico (n. 1926)
- 25 gennaio - Kurt Krenn, vescovo cattolico austriaco (n. 1936)
- 25 gennaio - Jacques Meslier, pallanuotista francese (n. 1928)
- 25 gennaio - Gyula Sax, scacchista ungherese (n. 1951)
- 25 gennaio - Luca Scacchi Gracco, artista, gallerista e critico d'arte italiano (n. 1930)
- 26 gennaio - Mike Flanagan, militare irlandese (n. 1926)
- 26 gennaio - Tom Gola, cestista e allenatore di pallacanestro statunitense (n. 1933)
- 26 gennaio - Alberto Lattuada, disegnatore italiano (n. 1926)
- 26 gennaio - Margery Mason, attrice e regista britannica (n. 1913)
- 26 gennaio - José Emilio Pacheco, poeta, scrittore e traduttore messicano (n. 1939)
- 26 gennaio - Giovanni Rapetti, poeta italiano (n. 1922)
- 27 gennaio - Jim Bullions, allenatore di calcio e calciatore scozzese (n. 1924)
- 27 gennaio - Ann Carter, attrice statunitense (n. 1936)
- 27 gennaio - Giuliano Grizi, magistrato italiano (n. 1927)
- 27 gennaio - Aleardo Merlin, politico italiano (n. 1947)
- 27 gennaio - Ichirō Nagai, attore e doppiatore giapponese (n. 1931)
- 27 gennaio - Pete Seeger, cantautore e compositore statunitense (n. 1919)
- 27 gennaio - Masaaki Tsukada, attore e doppiatore giapponese (n. 1938)
- 28 gennaio - José Luis Bilbao, calciatore spagnolo (n. 1921)
- 28 gennaio - Gudō Wafu Nishijima, monaco buddhista e maestro zen giapponese (n. 1919)
- 28 gennaio - Lucio Parenzan, cardiochirurgo italiano (n. 1924)
- 28 gennaio - Blas Piñar, politico e scrittore spagnolo (n. 1918)
- 28 gennaio - Renzo Zanazzi, ciclista su strada italiano (n. 1924)
- 29 gennaio - François Cavanna, scrittore e disegnatore francese (n. 1923)
- 29 gennaio - Iela Mari, disegnatrice e scrittrice italiana (n. 1931)
- 29 gennaio - Theodore Millon, psicologo statunitense (n. 1928)
- 29 gennaio - Aïché Nana, ballerina e attrice turca (n. 1936)
- 29 gennaio - Vytautas Norkus, cestista lituano (n. 1921)
- 29 gennaio - Francesco Pintus, magistrato e politico italiano (n. 1929)
- 30 gennaio - Jean Babilée, ballerino, coreografo e attore francese (n. 1923)
- 30 gennaio - Krzysztof Birula-Białynicki, allenatore di hockey su ghiaccio e hockeista su ghiaccio polacco (n. 1944)
- 30 gennaio - Arthur Rankin Jr., regista e produttore cinematografico statunitense (n. 1924)
- 31 gennaio - Nina Andrycz, attrice polacca (n. 1912)
- 31 gennaio - Gundi Busch, pattinatrice artistica su ghiaccio e allenatrice di pattinaggio su ghiaccio tedesca (n. 1935)
- 31 gennaio - Emilio Del Giudice, fisico e divulgatore scientifico italiano (n. 1940)
- 31 gennaio - Abdirizak Haji Hussein, politico somalo (n. 1924)
- 31 gennaio - Jaime Huélamo, ciclista su strada spagnolo (n. 1948)
- 31 gennaio - Miklós Jancsó, regista e sceneggiatore ungherese (n. 1921)
- 31 gennaio - Christopher Jones, attore statunitense (n. 1941)
- 31 gennaio - Teofilo Sanson, imprenditore e dirigente sportivo italiano (n. 1927)
- 31 gennaio - Giorgio Stracquadanio, politico e giornalista italiano (n. 1959)